# Comuna Kalînivka, Nosivka
Kalînivka (în ucraineană Калинівка) este o comună în raionul Nosivka, regiunea Cernihiv, Ucraina, formată din satele Kalînivka (reședința), Kolomiițivka, Mîlnîkî și Vîlî.

## Demografie
Componența lingvistică a comunei Kalînivka
     Ucraineană (98,88%)
     Rusă (1,02%)
     Alte limbi (0,09%)
Conform recensământului din 2001, majoritatea populației comunei Kalînivka era vorbitoare de ucraineană (98,88%), existând în minoritate și vorbitori de rusă (1,02%).